# Kristotomus petiolatus
Kristotomus petiolatus är en stekelart som beskrevs av Gupta 1990. Kristotomus petiolatus ingår i släktet Kristotomus och familjen brokparasitsteklar. Inga underarter finns listade i Catalogue of Life.